# Shah-in-shah
(Kapuściński, Shah-in-Shah)
Shah-in-Shah (titolo originale Szachinszach) è un libro del giornalista polacco Ryszard Kapuściński.

## Sinossi
Nell'anno della rivoluzione khomeinista, Ryszard Kapuściński è inviato in Iran dall'Agenzia statale di stampa polacca. Chiuso in una stanza d'albergo, grazie all'ausilio di foto, articoli di giornali, egli ripercorre quanto ha visto e sentito durante il soggiorno nel paese mediorientale, tracciandone la storia politica, ideologica e culturale. Egli segue la parabola dell'ultimo Scià Mohammad Reza Pahlavi fino al ritorno in patria dell'esiliato Khomeyni.
L'incerta ascesa dello Scià, le sue scelte di politica estera, il potere petrolifero, il ruolo onnipresente della polizia segreta SAVAK, il successivo declino di popolarità dominano la narrazione mentre il ritorno di Khomeyni, circonfuso da un'ondata di entusiasmo popolare e fervore religioso, la chiude. La riflessione spazia oltre agli avvenimenti politici, avventurandosi sulle dinamiche di popoli in condizioni di incertezza, oppure che soggiacciono a dittature, soffermandosi sul ruolo degli intellettuali e sulla forza della religione.

## Edizioni
- Shah-in-Shah, traduzione di Vera Verdiani, Collana I Narratori, Milano, Feltrinelli, 2001, ISBN 978-88-070-1598-4.
- in  Opere, trad. riveduta di Vera Verdiani, a cura di Silvano De Fanti, Collana I Meridiani, Milano, Mondadori, 2009, ISBN 978-88-045-5735-7.